# Andrew Collett
Andrew Collett (Melbourne, 8 de noviembre de 1978) es un deportista australiano que compitió en judo. Ganó seis medallas en el Campeonato de Oceanía de Judo entre los años 1998 y 2008.

## Palmarés internacional
| Campeonato de Oceanía | Campeonato de Oceanía        | Campeonato de Oceanía | Campeonato de Oceanía |
| Año                   | Lugar                        | Medalla               | Categoría             |
| --------------------- | ---------------------------- | --------------------- | --------------------- |
| 1998                  | Apia (Samoa)                 | Medalla de oro        | –66 kg                |
| 2000                  | Sídney (Australia)           | Medalla de oro        | –66 kg                |
| 2002                  | Wellington (Nueva Zelanda)   | Medalla de plata      | –73 kg                |
| 2003                  | Suva (Fiyi)                  | Medalla de plata      | –73 kg                |
| 2004                  | Numea (Francia)              | Medalla de plata      | –73 kg                |
| 2008                  | Christchurch (Nueva Zelanda) | Medalla de bronce     | –73 kg                |